# Balderlu
Balderlu (pers. بالدرلو) – wieś w Iranie, w ostanie Azerbejdżan Zachodni. W 2006 roku miejscowość liczyła 404 mieszkańców w 111 rodzinach.